# Cosimo Imperiali
Cosimo Imperiali, né le 24 avril 1685 à Gênes, en Ligurie, alors capitale de la république de Gênes, et mort le 13 octobre 1764 à Rome, est un cardinal italien du XVIIIe siècle.

## Biographie
Cosimo Imperiali est le quatrième fils du Doge de Gênes Ambrogio Imperiale. Il est arrière-neveu du cardinal Lorenzo Imperiali, neveu du cardinal Giuseppe Renato Imperiali et cousin du cardinal Giuseppe Spinelli.
Cosimo Imperiali exerce diverses fonctions au sein de la Curie romaine, notamment comme préfet des archives, gouverneur de Rome, vice-camerlingue du collège des cardinaux et président du tribunal des Annona.
Le pape Benoit XIV le crée cardinal lors du consistoire du 26 novembre 1753. Il participe au conclave de 1758, lors duquel Clément XIII est élu. En 1762, il est camerlingue du Sacré Collège.

### Sources
- Fiche du cardinal Cosimo Imperiali sur le site fiu.edu